# Sant Martí de Queixàs
Sant Martí de Queixàs és una església del municipi de Cabanelles (Alt Empordà) inclosa en l'Inventari del Patrimoni Arquitectònic de Catalunya.

## Descripció
Situada dins del petit nucli de Queixàs, al sud-oest del municipi de Cabanelles al qual pertany. Es tracta d'un conjunt format per l'església i, adossada a aquesta per la banda de tramuntana, la rectoria.
Església d'una sola nau amb capelles laterals i absis semicircular ultrapassat orientat a llevant. La nau està coberta amb volta de canó de perfil apuntat, amb un arc toral de la mateixa tipologia, mentre que l'absis s'obre a la nau mitjançant un arc triomfal semicircular. Les capelles estan cobertes per voltes d'aresta i es troben profusament decorades. S'obren a la nau a través d'arcs de mig punt de perfil apuntat, sostinguts per pilastres quadrades amb capitells motllurats. La sagristia està situada a la banda de tramuntana de l'absis, presenta un sostre cupular i és de planta circular, tot i que el mur de ponent és rectilini i presenta un gran arc de mig punt actualment aparedat, que arrenca d'unes pilastres amb impostes xamfranades. Aquesta obertura comunica amb les estances actualment ocupades i transformades per la construcció de la rectoria, adossada a l'edifici per la banda de tramuntana. Als peus del temple hi ha el cor, sostingut per una gran volta rebaixada decorada amb casetons de guix policromat i motius florals. Al fons de l'absis hi ha una finestra d'esqueixada simple i arc de mig punt. La façana principal, orientada a ponent, presenta una porta rectangular d'accés formada per tres arcs de mig punt en gradació decreixent, ornamentada amb petits motius esculpits en una de les arquivoltes i al guardapols exterior. La llinda és plana mentre que el timpà està decorat amb una creu. Damunt la portalada hi ha una finestra de mig punt i doble esqueixada. El campanar s'eleva a l'extrem sud-oest del temple, és de planta quadrada amb grans obertures de mig punt i coberta de pavelló. La construcció està bastida en pedra de mida petita, lligada amb morter de calç, i disposada en filades irregulars. A la façana principal la pedra és desbastada, disposada en filades regulars i amb carreus ben escairats a les cantonades. L'interior del temple es troba completament decorat exceptuant l'absis i la sagristia, arrebossats i emblanquinats.
La rectoria està adossada a la banda de tramuntana del temple. Es tracta d'un edifici de planta més o menys rectangular format per dos cossos adossats, amb la coberta de teula de dues vessants i distribuït en planta baixa i dos pisos. Presenta un cos de pedra adossat a la façana de llevant que dona accés a la porta principal, emmarcada amb carreus de pedra i amb la llinda gravada amb la data 1761. La resta d'obertures de la construcció són rectangulars, sense detall en pedra. La façana de ponent presenta arcs rebaixats arrebossats a la planta baixa i una terrassa coberta al primer pis.

## Història
La primera menció documental de Sant Martí de Queixàs és la seva consagració duta a terme el 22 de gener del 1046 per Bernat, bisbe de Coserans que actuà amb el consentiment del bisbe de Girona. Posteriorment apareix documentada amb el nom de Sancti Martini de Chexanos l'any 1121. En un text de l'any 1204 es registra la venda de la parròquia de Sancti Martini de Chexans al priorat de Santa Maria de Lledó per en Dalmau de Creixell i la seva mare Berenguera. En un altre text de l'any 1245 es documenta amb el nom de Chaxano. També es troba com Cheixanis i Quoxanis a les Rationes decimarum.
La construcció actual conserva elements arquitectònics de diverses èpoques. Al període més antic, el segle xi, corresponen la nau central, l'absis i les restes d'una altra construcció de planta circular, reconvertida en l'actualitat en sagristia i pràcticament tapada per la rectoria. A tall d'hipòtesi s'ha plantejat el fet que, en origen, aquest espai de la sagristia fos un antic martirium, identificat a partir de l'església de Santa Maria de Sorba, al Berguedà. La portada probablement fou bastida durant el segle xii, època a la qual també deu pertànyer la volta apuntada de la nau. Posteriorment, durant el segle xviii, s'hi afegiren les capelles de la banda de migdia (en un carreu de la paret sud hi ha la data 1762), la decoració a l'interior de la nau i el campanar. Els motius decoratius de ferro i el forrellat de la porta principal foren col·locats l'any 1772. La rectoria és actualment de propietat particular, i ha estat habilitada com a segona residència.